# Champ de tir du Poteau
Champ de tir du Poteau este o arie protejată (arie de protecție specială avifaunistică — SPA) din Franța întinsă pe o suprafață de 12.823 ha, integral pe uscat.

## Localizare
Centrul sitului Champ de tir du Poteau este situat la coordonatele 44°13′06″N 0°22′08″W / 44.21841°N 0.36898°V.

## Înființare
Situl Champ de tir du Poteau a fost declarat arie de protecție specială avifaunistică în baza directivei 79/409 din 1979 referitoare la conservarea păsărilor sălbatice pentru a proteja 21 de specii de animale.

## Biodiversitate
Situată în ecoregiunea atlantică, aria protejată nu include niciun habitat protejat.
La baza desemnării sitului se află mai multe specii protejate de  păsări (21): gâscă cenușie (Anser anser), gâscă de semănătură (Anser fabalis), fâsă-de-câmp (Anthus campestris), caprimulg (Caprimulgus europaeus), șerpar (Circaetus gallicus), erete de stuf (Circus aeruginosus), erete vânăt (Circus cyaneus), erete cenușiu (Circus pygargus), ciocănitoare neagră (Dryocopus martius), Elanus caeruleus, șoim de iarnă (Falco columbarius), șoim călător (Falco peregrinus), cocor (Grus grus), sfrâncioc roșiatic (Lanius collurio), ciocârlie de pădure (Lullula arborea), gaia neagră (Milvus migrans), culic mare (Numenius arquata), viespar (Pernis apivorus), ploier auriu (Pluvialis apricaria), silvie de tufiș (Sylvia undata), nagâț (Vanellus vanellus).
Pe lângă speciile protejate, pe teritoriul sitului au mai fost identificate 5 specii de păsări.